# Dhatki
Język dhatki, dhati, thari – język indoaryjski używany głównie w Pakistanie, również w przygranicznych rejonach Indii (pustynia Thar). Mniej niż 5% użytkowników jest piśmiennych.